# William Stevenson
William Edwards Stevenson (ur. 25 października 1900 w Chicago, zm. 2 kwietnia 1985 w Fort Myers) – amerykański prawnik i dyplomata, w młodości lekkoatleta (sprinter), mistrz olimpijski z 1924.

## Studia
Ukończył Phillips Academy w 1918, następnie służył w Marine Corps. Po zakończeniu służby wojskowej studiował na Uniwersytecie Princeton do 1922. Uzyskał stypendium, które pozwoliło mu kontynuować studia prawnicze na Uniwersytecie Oksfordzkim do 1926.

## Kariera lekkoatletyczne
Na igrzyskach olimpijskich w 1924 w Paryżu startował w sztafecie 4 × 400 metrów, która zdobyła złoty medal, biegnąc w składzie: Commodore Cochran, Stevenson, Oliver MacDonald i Alan Helffrich. Ustanowiła wówczas rekord świata czasem 3:16,0.
Był mistrzem Stanów Zjednoczonych (AAU) w biegu na 440 jardów w 1921 oraz wicemistrzem w 1922 i 1924. Zdobył również mistrzostwo Wielkiej Brytanii (AAA) na tym dystansie w 1923.

## Kariera prawnicza
Stevenson uzyskał uprawnienia barristera w Anglii w 1925, a w 1926 powrócił do Stanów Zjednoczonych. Pracował w biurze prokuratora federalnego w dystrykcie południowy Nowy Jork, a w 1931 był współzałożycielem firmy prawniczej Debevoise, Stevenson, Plimpton and Page, która działa obecnie pod nazwą Debevoise & Plimpton.

## Działalność podczas II wojny światowej
Podczas II wojny światowej Stevenson wraz z żoną organizował działalność Amerykańskiego Czerwonego Krzyża najpierw w Anglii, a następnie na froncie w Afryce Północnej, na Sycylii i w kontynentalnych Włoszech. Został za swą działalność odznaczony Brązową Gwiazdą.

## Działalność po wojnie
W latach 1946–1959 był prezydentem Oberlin College. Prezydent John F. Kennedy mianował go ambasadorem Stanów Zjednoczonych na Filipinach, którą to funkcję pełnił w latach 1962-1964. Później był prezydentem Aspen Institute for Humanistic Studies.